# Pic Chullo
El pic Chullo és, amb 2.611 msnm, el pic més alt de la província d'Almeria. Forma part de la serralada Penibètica i més específicament a Sierra Nevada. Es troba dins el Parc Nacional i natural de Sierra Nevada.
Es tracta d'un cim suau i poc prominent, de fàcil accés des de qualsevol de les seves cares. Es troba a la divisòria entre les províncies d'Almeria i Granada, a cavall entre els termes municipals de Bayárcal (Almeria) i Dólar (Granada).